# Discografia dos Engenheiros do Hawaii
A discografia dos Engenheiros do Hawaii contém onze álbuns de estúdio, cinco álbuns ao vivo, duas coletâneas, cinco álbuns de vídeo, quatro fitas demo, treze singles e trinta e três videoclipes.

## Discografia

### Álbuns de estúdio
| Álbum                                | Detalhes                                                                                      | Vendas       | Certificações                 |
| ------------------------------------ | --------------------------------------------------------------------------------------------- | ------------ | ----------------------------- |
| Longe Demais das Capitais            | - Lançamento: 13 de outubro de 1986 - Gravadora: RCA - Formatos: LP, K7, CD, download digital | - : +130.000 | - PMB: Ouro                   |
| A Revolta dos Dândis                 | - Lançamento: 15 de outubro de 1987 - Gravadora: RCA - Formatos: LP, K7, CD, download digital | - : +50.000  |                               |
| Ouça o que Eu Digo: Não Ouça Ninguém | - Lançamento: Dezembro de 1988 - Gravadora: BMG - Formatos: LP, K7, CD, download digital      | - : +100.000 | - PMB: Ouro                   |
| O Papa É Pop                         | - Lançamento: Setembro de 1990 - Gravadora: BMG - Formatos: LP, K7, CD, download digital      | - : +350.000 | - PMB: 2× Platina - PMB: Ouro |
| Várias Variáveis                     | - Lançamento: 4 de novembro de 1991 - Gravadora: BMG - Formatos: LP, K7, CD, download digital | - : +150.000 | - PMB: Ouro                   |
| Gessinger, Licks & Maltz             | - Lançamento: Outubro de 1992 - Gravadora: BMG - Formatos: LP, K7, CD, download digital       | - : +100.000 | - PMB: Ouro                   |
| Simples de Coração                   | - Lançamento: Outubro de 1995 - Gravadora: BMG - Formatos: K7, CD, download digital           | - : +100.000 | - PMB: Ouro                   |
| Minuano                              | - Lançamento: 27 de setembro de 1997 - Gravadora: BMG - Formatos: CD, download digital        | - : 80.000   |                               |
| ¡Tchau Radar!                        | - Lançamento: 5 de maio de 1999 - Gravadora: Universal - Formatos: CD, download digital       |              |                               |
| Surfando Karmas & DNA                | - Lançamento: Janeiro de 2002 - Gravadora: Universal - Formatos: CD, download digital         |              |                               |
| Dançando no Campo Minado             | - Lançamento: Junho de 2003 - Gravadora: Universal - Formatos: CD, download digital           |              |                               |

### Álbuns ao vivo
| Álbum                             | Detalhes                                                                                      | Vendas       | Certificações                                           |
| --------------------------------- | --------------------------------------------------------------------------------------------- | ------------ | ------------------------------------------------------- |
| Alívio Imediato                   | - Lançamento: Outubro de 1989 - Gravadora: BMG - Formatos: LP, K7, CD, download digital       | - : +150.000 | - PMB: Ouro                                             |
| Filmes de Guerra, Canções de Amor | - Lançamento: Outubro de 1993 - Gravadora: BMG - Formatos: LP, K7, CD, download digital       | - : -100.000 |                                                         |
| 10.000 Destinos ao Vivo           | - Lançamento: Junho de 2000 - Gravadora: Universal - Formatos: CD, VHS, DVD, download digital |              | - PMB: Ouro (DVD)                                       |
| Acústico MTV                      | - Lançamento: 2004 - Gravadora: Universal - Formatos: CD, VHS, DVD, download digital          |              | - PMB: 2× Platina (CD e DVD) - PMB: 2x× Ouro (CD e DVD) |
| Acústico: Novos Horizontes        | - Lançamento: 2007 - Gravadora: Universal - Formatos: CD, DVD, download digital               |              | - PMB: Ouro                                             |

### Coletâneas
| Álbum                   | Detalhes                                                                         | Vendas | Certificações |
| ----------------------- | -------------------------------------------------------------------------------- | ------ | ------------- |
| Rock Grande do Sul      | - Lançamento: 1985 - Gravadora: RCA - Formatos: LP, K7, CD, download digital     |        |               |
| 10.001 Destinos ao Vivo | - Lançamento: 2001 - Gravadora: Universal - Formatos: CD duplo, download digital |        |               |

### Demos
| Canções                                  | Mes/Ano    |
| ---------------------------------------- | ---------- |
| "Causa Mortis" / "Engenheiros do Hawaii" | Abril/1985 |
| "Spravo"                                 | Maio/1985  |
| "Segurança"                              | Junho/1985 |
| "Nada a Ver" / "Sopa de Letrinhas"       | Julho/1985 |

## Singles
| Ano  | Single                                                           | Álbum                                |
| ---- | ---------------------------------------------------------------- | ------------------------------------ |
| 1986 | "Toda Forma de Poder"                                            | Longe Demais das Capitais            |
| 1987 | "A Revolta dos Dândis I"                                         | A Revolta dos Dândis                 |
| 1987 | "Terra de Gigantes"                                              | A Revolta dos Dândis                 |
| 1987 | "Infinita Highway"                                               | A Revolta dos Dândis                 |
| 1988 | "Ouça o que Eu Digo: Não Ouça Ninguém"                           | Ouça o que Eu Digo: Não Ouça Ninguém |
| 1988 | "Somos Quem Podemos Ser"                                         | Ouça o que Eu Digo: Não Ouça Ninguém |
| 1989 | "Alívio Imediato"                                                | Alívio Imediato                      |
| 1989 | "Nau à Deriva"                                                   | Alívio Imediato                      |
| 1990 | "O Papa É Pop"                                                   | O Papa É Pop                         |
| 1990 | "Era um Garoto Que como Eu Amava os Beatles e os Rolling Stones" | O Papa É Pop                         |
| 1991 | "O Exército de um Homem Só I"                                    | O Papa É Pop                         |
| 1991 | "Pra Ser Sincero"                                                | O Papa É Pop                         |
| 1991 | "Herdeiro da Pampa Pobre"                                        | Várias Variáveis                     |

## Videografia

### Álbuns de vídeo
| Ano  | Álbum                               | Formato                       |
| ---- | ----------------------------------- | ----------------------------- |
| 1993 | Filmes de Guerra, Canções de Amor   | VHS; relançado em DVD em 2002 |
| 1996 | Clip Zoom                           | VHS; relançado em DVD em 2002 |
| 2000 | 10.000 Destinos ao Vivo             | VHS; relançado em DVD em 2001 |
| 2004 | Acústico MTV: Engenheiros do Hawaii | DVD                           |
| 2007 | Acústico Novos Horizontes           | DVD                           |

## Videoclipes
| Ano  | Vídeo                                                          | Álbum                                |
| ---- | -------------------------------------------------------------- | ------------------------------------ |
| 1985 | Sopa de Letrinhas                                              | Rock Grande do Sul                   |
| 1986 | Toda Forma de Poder                                            | Longe Demais das Capitais            |
| 1987 | Terra de Gigantes                                              | A Revolta dos Dândis                 |
| 1987 | A Revolta dos Dândis I                                         | A Revolta dos Dândis                 |
| 1988 | Somos Quem Podemos Ser                                         | Ouça o que Eu Digo: Não Ouça Ninguém |
| 1989 | Alívio Imediato                                                | Alívio Imediato                      |
| 1989 | Nau à Deriva                                                   | Alívio Imediato                      |
| 1990 | Era um Garoto Que como Eu Amava os Beatles e os Rolling Stones | O Papa É Pop                         |
| 1990 | O Papa É Pop                                                   | O Papa É Pop                         |
| 1991 | O Exército de Um Homem Só I                                    | O Papa É Pop                         |
| 1991 | Pra Ser Sincero (ao vivo)                                      | -                                    |
| 1991 | Refrão de Bolero (ao vivo)                                     | -                                    |
| 1991 | Herdeiro da Pampa Pobre                                        | Várias Variáveis                     |
| 1991 | Piano Bar (ao vivo)                                            | -                                    |
| 1991 | Muros e Grades (ao vivo)                                       | -                                    |
| 1992 | Ninguém = Ninguém                                              | Gessinger, Licks & Maltz             |
| 1992 | Parabólica                                                     | Gessinger, Licks & Maltz             |
| 1993 | Até Quando Você Vai Ficar?                                     | Gessinger, Licks & Maltz             |
| 1993 | "Mapas do Acaso"                                               | Filmes de Guerra, Canções de Amor    |
| 1993 | "Quanto Vale a Vida?"                                          | Filmes de Guerra, Canções de Amor    |
| 1993 | "Crônica"                                                      | Filmes de Guerra, Canções de Amor    |
| 1993 | "Às Vezes Nunca"                                               | Filmes de Guerra, Canções de Amor    |
| 1993 | "Realidade Virtual"                                            | Filmes de Guerra, Canções de Amor    |
| 1995 | A Promessa                                                     | Simples de Coração                   |
| 1996 | À Perigo                                                       | Simples de Coração                   |
| 1997 | A Montanha                                                     | Minuano                              |
| 1997 | Alucinação                                                     | Minuano                              |
| 1999 | Eu que Não Amo Você                                            | ¡Tchau Radar!                        |
| 1999 | Negro Amor                                                     | ¡Tchau Radar!                        |
| 2002 | 3ª do Plural                                                   | Surfando Karmas & DNA                |
| 2002 | Surfando Karmas & DNA                                          | Surfando Karmas & DNA                |
| 2003 | Até o Fim                                                      | Dançando no Campo Minado             |
| 2003 | Na Veia                                                        | Dançando no Campo Minado             |